# きりしま事件
きりしま事件（きりしまじけん）は、1943年6月3日に鹿児島日報（現在の南日本新聞）の記者2名と販売局員1名を始め総勢37名が鹿児島県警察部特高課に治安維持法違反並びに不敬で検挙された事件。いわゆる「新興俳句弾圧事件」の一つに数えられる。検挙された3名はいずれも俳句同人誌『きりしま』の同人であった。

## 事件の概要
当時、鹿児島県警察部特高課長であった奥野誠亮は、『きりしま』に掲載された俳句のうち、
- 食糧難から馬肉を食す心境を綴った句が「厭戦的」である。
- 南国の花である椿の赤色の見事さを賛美した句が「共産主義の肯定」である。

との理由から『きりしま』の同人は共産主義者であると断定し、検挙に踏み切った。
捜査の結果、記者の瀬戸口武則・大坪白夢（実夫）は起訴猶予とされたが、販売局員だった面高散生（秀）は懲役2年・執行猶予4年の有罪判決を受けた。
戦局が悪化の一途を辿っていた当時、特高警察は治安維持法による思想面からの締め付けを強化しており、文壇に対しても本事件と同様の言いがかり的な言論弾圧が大々的に行われていた。
別の俳句同人を検挙した事件では、秋の季語である「菊枯れる」を「皇室の衰退」とこじつけると言った事例もあり、「厭戦」「反皇室」「共産主義賛美」と担当者が判断した句を掲載した同人誌が次々に同法違反と不敬で摘発されていた。